# Kitamoto, Saitama
Kitamoto (japanska: 北本市?, Kitamoto-shi) är en stad i Saitama prefektur i Japan. Staden fick stadsrättigheter 1971.